# Vetle Skagastølstind
Vetle Skagastølstinden (o Vesle Skagastølstind) és un cims de la serralada d'Hurrungane, el quinzè més elevat de Noruega amb una altura de 2.340 metres. Es troba a la part oriental del municipi de Luster, al comtat de Vestland, Noruega. Es troba just entre les muntanyes de Midtre Skagastølstind, Store Skagastølstind i Sentraltind. Les muntanyes de Store Styggedalstinden i Jervvasstind es troben a 1,5 quilòmetres a l'est, i el poble de Skjolden es troba a 15 quilòmetres a l'oest.